# Дуван (род)
Дуван или духан (лат. Nicotiana) је назив рода углавном зељастих биљака из фамилије Solanaceae, као и најпознатије врсте овог рода — Nicotiana tabacum (обични дуван), која се сади по читавом свету ради сакупљања листова. Листови се најчешће користе за пушење.
Име роду је дато по презимену Жана Никоа (фр. Jean Nicot), француског посланика у Лисабону, који је 1560/61. послао дуван у Француску ради коришћења у медицини. Ареал рода обухвата Северну и Јужну Америку, јужнопацифичка острва, као и делове Аустралије и Африке. У роду постоји око 60 врста. Највећи значај имају узгајане врсте обични дуван (N. tabacum), крџа (N. rustica) и дуваника (N. alata).

## Опис[1]
Биљке из рода дувана су најчешће једногодишње или (ређе) вишегодишње зељасте биљке, полужбунови или жбунови, усправног стабла, са простим и целим листовима. На листовима се често налазе жлездасте длаке. Цветови су сакупљени у вршне цимозне цвасти, које подсећају на грозд или штит. Помало зигоморфну круницу чини 5 круничних листића, сраслих у облику левкасте цеви. Плод је двоока или четвороока чахура, отвара се по капцима. Семе је ситно, семењача је мрежасто наборана по површини.

## Екологија дувана
Иако се у биљкама дувана налазе разни репеленти (попут гемакрена и анабазина) и отровни пиперидински алкалоиди, који заједно чине биљке нејестивим, постоје биљоједи који се могу без опасности хранити дуваном. Међу њима су гусенице појединих ноћних лептира, бувачи Epitrix cucumeris и 
Epitrix pubescens, као и поједини ваљкасти црви.
Најчешћи паразити дувана су вируси и гљиве. Најпознатији је вирус мозаичне болести дувана (TMV), јер је уједно и први описани вирус.

## Употреба дувана
Поред пушења дуван се и жваће, ушмркава. Дуван се користи и у фармацеутској индустрији јер је богат никотином.
Цигаретни дим се састоји од капљица смоле, никотина, угљен моноксида и других гасова. Основни активни фармаколошки састојак дувана је никотин и он узрокује навику и зависност. Једна цигарета садржи око 2 mg никотина, а смртоносна доза за човека износи 0,05 g. Никотин продире у крвоток и ресорбује се док пушач увлачи дим у плућа, а количина ресорбованог никотина варира од 20-90%. Под утицајем никотина нестаје осећај умора, смањује се потреба за храном, стежу се вене, убрзава рад срца, повишава крвни и срчани притисак, а истовремено се повишавају масноће и шећер у крви. Пола сата након пушења функције се враћају на нормалу. Пушење смањује осећај мириса и укуса.

## Галерија
- Поља дувана.
- Сушење дувана у Македонији.